# Marta Pieniążek-Samek
Marta Pieniążek-Samek (ur. 1957 w Krakowie) – polska historyk, muzealnik, doktor habilitowany nauk humanistycznych, profesor nadzwyczajny w Instytucie Historii Uniwersytetu Jana Kochanowskiego w Kielcach. Specjalizuje się w historii kultury XVII-XVIII w. oraz historii sztuki.
W 1982 roku ukończyła studia na Uniwersytecie Jagiellońskim. Jej praca magisterska dotyczyła Kościoła Matki Boskiej Śnieżnej w Krakowie. Rozprawę doktorską pt. Architektura sakralna Krakowa w XVII stuleciu – kościoły jednonawowe, której promotorem był Adam Małkiewicz, obroniła w 1992 roku na macierzystej uczelni. Stopień naukowy doktora habilitowanego uzyskała w 2007 roku na UJ w oparciu o rozprawę Tributum gratitudinis reddo. Fundacje artystyczne na terenie Kielc w XVII i XVIII wieku. Studium z historii kultury.
W latach 1982–2005 była zatrudniona w Muzeum Narodowym w Kielcach. W 2005 roku podjęła pracę w Instytucie Historii na Wydziale Humanistycznym Akademii Świętokrzyskiej, przekształconej następnie w Uniwersytet Jana Kochanowskiego w Kielcach.

## Wybrane publikacje
- Kielce. Historia, kultura, sztuka, Kielce 2003 (współautorzy Alojzy Oborny, Jan Główka)
- Słownik biograficzny. Kielce XVII-XVIII wiek, Kielce 2003
- Tributum gratitudinis reddo. Fundacje artystyczne na terenie Kielc w XVII i XVIII wieku. Studium z historii kultury, Kielce 2005